# Равлики (партизанський загін)
Партизанський загін Равлики — невелика група вихідців з Донецька, що співпрацювали з СБУ  у протидії активним проявам сепаратизму на території проведення АТО.

## Спеціалізація
Члени загону займалися такими діями: допомога й співпраця з СБУ та іншим представникам органів влади у виявленні, розслідуванні та затриманні сепаратистських груп, російських диверсантів і тих, хто сприяв злочинам проти цілісності нашої країни. Равлики не здійснюють самосудів, на кожне затримання виявлених підозрюваних викликалася міліція або СБУ.

## Склад
Всі Равлики є мешканцями Донецької області. Переважно це активісти донецького Євромайдану, організатори і учасники проукраїнських мітингів у Донецьку, згодом бійці добровольчих батальйонів.

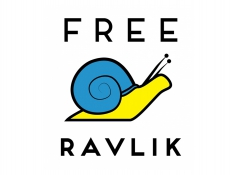
Логотип кампанії «Free Ravlik»

### Арештовані бійці
- Богдан Чабан, позивний Азот, 21 рік. Власник кав'ярні «Изба-читальня» (до окупації), наймолодший підприємець Донецька.[2]
- Борис Овчаров, позивний Дончанин, 33 роки. Боєць батальйону ОУН, з Донецька[2].
- Олександр Крюков, позивний Боцман, 20 років[2].

## Арешт
8 травня членів загону було арештовано та розміщено в Маріупольському СІЗО. Правоохоронними органами їм було інкриміновано незаконне володіння зброєю, пограбування та напад на ферму агрохолдингу в с. Євгеніївка. За словами адвоката затриманих, вони разом із іншою групою виявили на агрофермі велику кількість зброї, в тому числі гранатомети, сепаратистську літературу і символіку після чого викликали міліцію. Інформацію про те, що міліцію викликали саме члени партизанського загону, а не мешканці ферми, в ефірі Громадського телебачення підтвердив заступник начальника МВС Донецької області Ківа. Однак наряд міліції затримав саме членів загону, а не мешканців ферми. Арсенал зброї було оформлено як вилучений у затриманих. Правоохоронці затримали 9 осіб у Великоновосілківському районі, при затриманні було вилучено 8 автоматів, 5 гранатометів РПГ, близько 2 тисяч патронів, гранати, 5 кг вибухівки, 2 пістолети, 79 тисяч гривень, які нібито було викрадено з сейфу підприємства.
2 червня 2015-го група народних депутатів пропонує взяти на поруки затриманих добровольців — Богдана Чабана, Бориса Овчарова та Олександра Крюкова. Серед підписантів — народні депутати Олексій Рябчин, Ігор Луценко, Єгор Фірсов, Артур Герасимов, Олег Петренко, Дмитро Лубінець, Семен Семенченко, Наталія Веселова, Сергій Тарута. Командир батальйону ОУН Микола Коханівський заявив, що всі троє «равликів» служили у зазначеному підрозділі, а потім створили загін, який займався певною роботою в тилу. Їхній арешт пов'язує з провокаціями.
11 червня 2015-го із СІЗО за рішенням суду звільнено «Равлика» Олександра Крюкова («Боцман») на поруки народних депутатів. 12 червня суд змінив запобіжний захід активістам групи «Равлики» Борису Овчарову і Богдану Чабану й відпустив їх на поруки депутатів.

## Суд
26 грудня 2016 року Іллічівський міський суд Маріуполя присудив всім 9-м фігурантам справи два роки умовно.